# Картон, Ангерран
Ангерран Картон, или Ангерран Шаронтон (фр. Enguerrand Quarton или Enguerrand Charonton; ок. 1415, Лан, Франция — ок. 1466, Авиньон) — французский художник авиньонской школы.

## Краткая биография

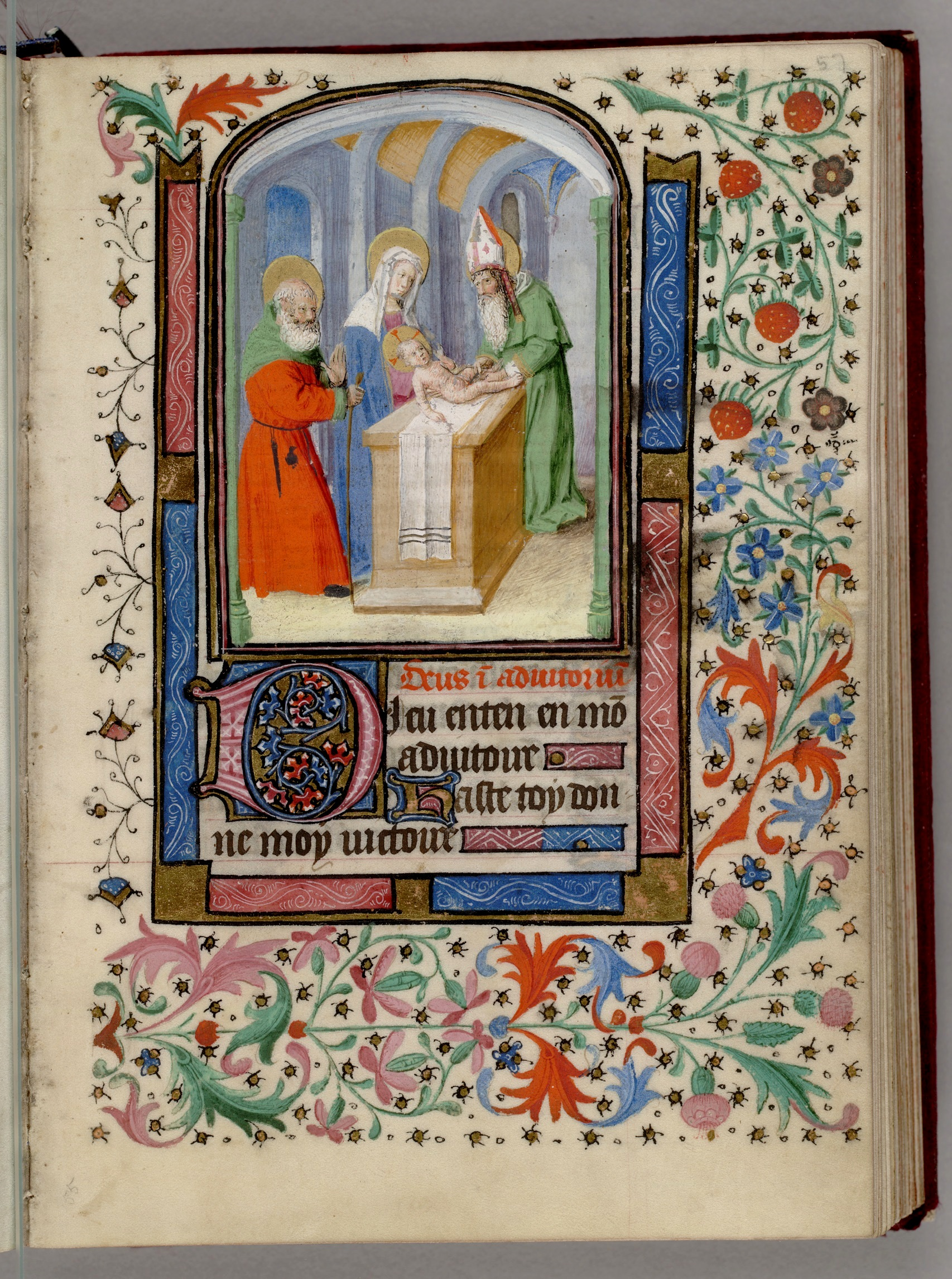
Картон. Обрезание Христа. Миниатюра. Ок. 1450. галерея Хантингтона, Сан Марино, Калифорния, США

Ангерран Картон родился около 1415 года на севере Франции, в городе Лане; образование получил в 1425-1430 годах. Исторические источники сохранили несколько имён Картона. Его пикардийским именем было Шарретон или Шарретье (Charretier), однако когда он переехал в Прованс, имя было латинизировано, и звучало как Картон (Carton или Quarton). Судя по многочисленным готическим элементам его художественного почерка, он сформировался под влиянием стиля, господствовавшего на севере Франции. Величественностью своих композиций, а также некоторыми своими образами он обязан скульптуре готических храмов. В годы формирования Картона в Пикардии было сильным бургундское художественное влияние, в формировании художника сыграли роль произведения Яна ван Эйка, Робера Кампена и Рогира Ван дер Вейдена, которые он, вне сомнения, там видел. Благодаря натурализму этих мастеров, усвоенному художником, он стал достаточно «прогрессивным» для живописи середины XV века. В его произведениях видно внимание к формам предметов, характерным чертам человеческих лиц, пейзажу.
Однако творчество Картона не является простым следованием принципам североевропейской живописи, в нём чувствуется сильное влияние итальянских мастеров. Манере художника свойственна определённая резкость с подчёркнутыми контрастами светотени и стремлением к упрощённости форм. Эта манера перекликается с произведениями Доменико Венециано, Паоло Уччелло и Андреа дель Кастаньо, но, вероятно, не связана с ней непосредственно, так как, судя по тому, что Картон никогда не изображал в своих произведениях итальянских построек, принято считать, что он никогда не был в Италии. Тем не менее, итальянское искусство, процветавшее в Провансе ещё со времён Симоне Мартини и Маттео Джованнетти, произвело на него сильное впечатление. Ряд сюжетов Картон заимствовал именно из него. Некоторые аналогии с изобразительным искусством Тосканы в творчестве художника можно объяснить его знакомством с картинами из коллекций флорентийских купцов, проживавших в Провансе. Кроме того, в Провансе Картон работал рядом с другим художником, который подобно ему приехал с севера, сформировался под влиянием искусства ван Эйка, и по всей видимости был родоначальником провансальской манеры «упрощённости форм» середины XV века — Мастером «Благовещения» из Экса (Бартелеми д’Эйк). Картина «Благовещение» этого мастера, сыгравшая важную роль в формировании авиньонской школы, была создана между 1443 и 1445 годами, то есть в то же время, когда Картон жил в Эксе. 
Из архивных источников известно, что уже в 1444 году он жил в Эксе, где написал алтарную картину для церкви в Тарасконе — св. Марту со святыми Лазарем и Магдалиной; в 1446 году находился в Арле, а с 1447 года в Авиньоне, где жил в доме на площади св. Петра вплоть до 1466 года, когда его имя упоминается в последний раз. Авиньон в то время перестал быть местом пребывания папской курии, однако оставался крупным культурным и торговым центром. Дата смерти художника неизвестна. В архивах сохранились данные о семи его контрактах с разными заказчиками — дворянами, богатыми горожанами, духовенством. Эти заказы касались больших алтарей с балдахинами (1446—47, 1452—53, 1454, 1461, 1462—64 и 1466), а также одной хоругви для церковных процессий (1457—58). Из всех этих работ до наших дней дошли только две, однако на основании стилистического анализа художнику приписывают ещё два произведения, авторство которых документально не подтверждено.

## «Богоматерь Милосердие»

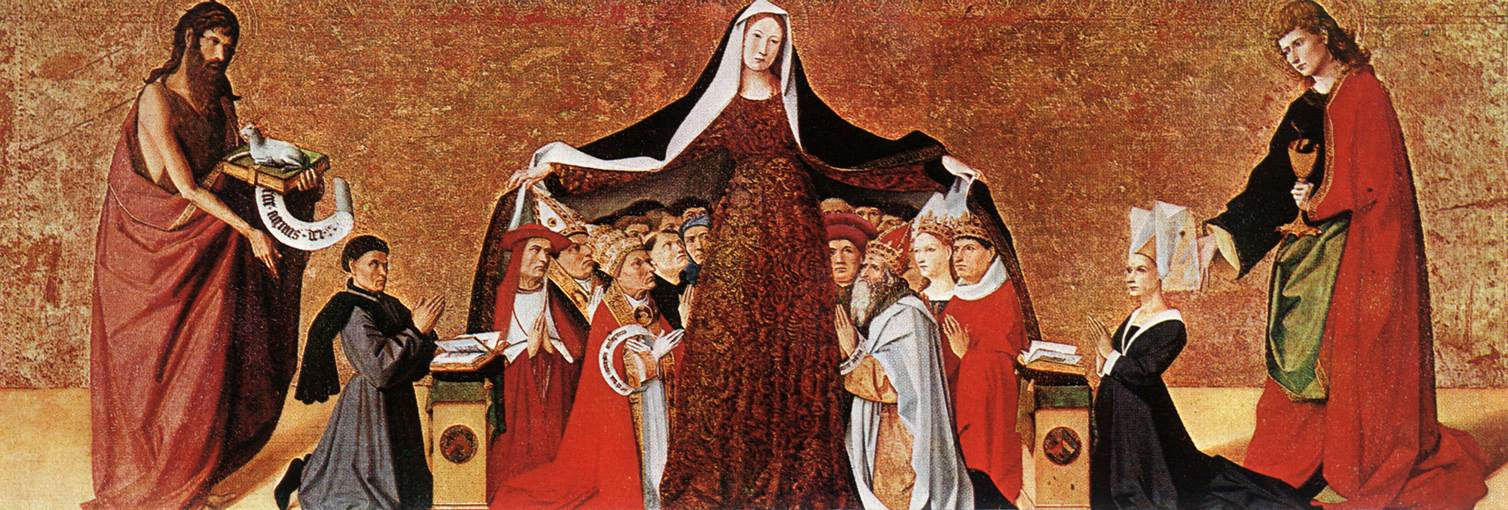
А. Картон. Богоматерь Милосердие. 1452. Музей Конде, Шантийи

Этот алтарь был заказан в Авиньоне в 1452 году Ангеррану Картону и Пьеру Виллату врачом короля Карла VI, Пьером Кадаром, который, подобно Картону, был уроженцем Пикардии. Кадар заказал эту картину для капеллы благословенного Петра Люксембургского в конвенте св. Целестины в Авиньоне, и пожелал, чтобы у ног Марии были изображены его усопшие родители со своими святыми покровителями — двумя святыми Иоаннами — Богословом и Крестителем. В контракте говорится и о пределле, правда, без уточнения сюжета. В ходе исследования произведения вставал вопрос о том, создан ли он совместно двумя мастерами, или кем-то одним из них. Анализ картины подтвердил, что она создана одной рукой, а сравнение её с «Коронованием Марии», автором которой согласно документам является Картон, доказывает, что авторство в данном случае принадлежит именно ему. Можно предположить, что Виллат исполнил менее важную часть алтаря — пределлу, которая не сохранилась. Хотя Виллат был крупным мастером, а его карьера продолжалась до 1495 года, ни одно его произведение не известно. В 1452 году, в период совместной работы с Картоном, он был ещё молодым художником, лишь недавно приехавшим в Авиньон. Картина «Богоматерь Милосердие» замечательна своей широкой и свободной композицией, а также монументальностью форм. На ней изображена Богоматерь, укрывающая своим плащом, то есть прощающая, и берущая под свою защиту всех людей — от папы Римского до простолюдинов. Сюжет картины известен в итальянском искусстве, по крайней мере, с начала XIV века. Сегодня она хранится в Шантийи, в музее Конде.

## «Коронование Марии»

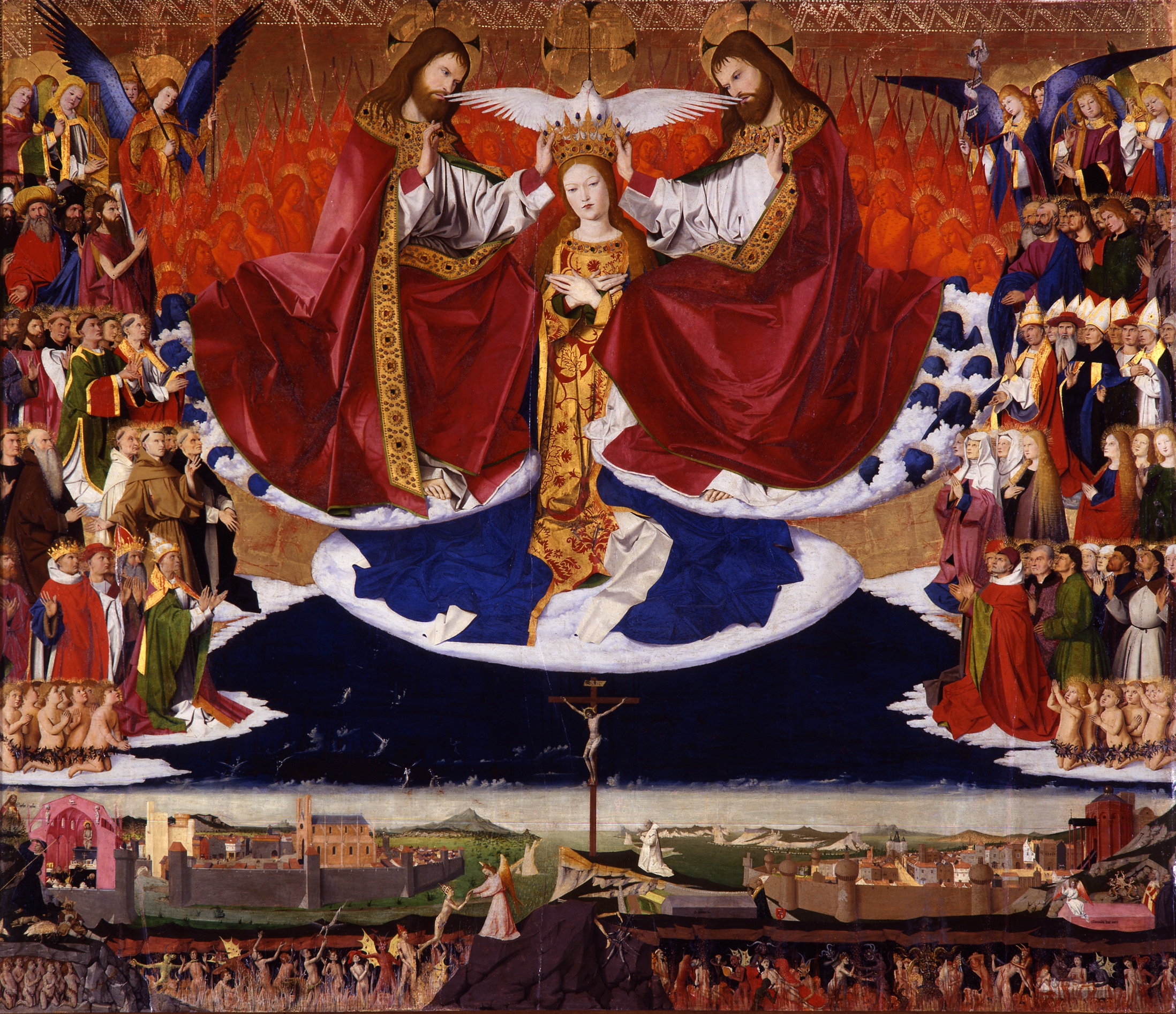
А. Картон.«Коронование Марии». Ок. 1454. Городской музей, Вильнёв-лез-Авиньон

Контракт, составленный на создание этого произведения один из самых подробных в истории средневековой живописи (он опубликован в 1889 году аббатом Рекеном, а затем, в исправленном виде, в 1940 году А. Шабо). Контракт был заключён в 1453 году между Картоном и Жаном де Монтаньяком, каноником церкви Сен-Агриколь в Авиньоне и капелланом церкви картезианского монастыря в Вильнёве. Картина, предназначенная для алтаря в церкви Сент Трините картезианского монастыря, должна была быть закончена в сентябре 1454 года. Она не имела пределлы, а упоминаемый в контракте балдахин не сохранился. Программа произведения была очень амбициозной, на ней изображён весь христианский мир: рай со святыми и праведниками, земной мир с двумя священными городами — Римом и Иерусалимом и их святынями, и, наконец, ад. Троица представлена в картине в виде голубя и двух совершенно одинаковых фигур. Это художественное воплощение догмата о тождестве Бога-отца и Бога-сына, утверждённого Флорентийским собором в 1439 году. Однако трактовка некоторых деталей объясняется исключительно художественными целями — разгрузить, и пластически прояснить композицию. В 1449 году больной Монтаньяк составил завещание, в котором пожелал быть изображённым в роли донатора со святым покровителем Мадонной. Эта картина должна была находиться рядом с его гробницей в монастырской церкви. Однако после выздоровления он, по всей вероятности, отказался от проекта, и совершил паломничество в Рим и Иерусалим. «Коронование Марии» должно было символизировать это путешествие. В картине заметно влияние соборной скульптуры Северной Франции: точно по горизонтали, на стыке земного и подземного миров проходит полоса, которая служит перемычкой и поддерживает своеобразный тимпан с изображением Троицы. Картина близка и франко-фламандским шпалерам, на которых также часто изображались крупные стилизованные фигуры рядом с персонажами, взятыми из повседневной жизни. Стиль картины, близкий «Благовещению» из Экса, в XV веке был одним из больших стилей латинской Европы, наряду с тосканским и иберийским (Гонсалвеш, Бермехо). Картина хранится в Городском музее в Вильнёв-лез-Авиньон.

## «Мадонна с Младенцем в окружении святых и донаторов»

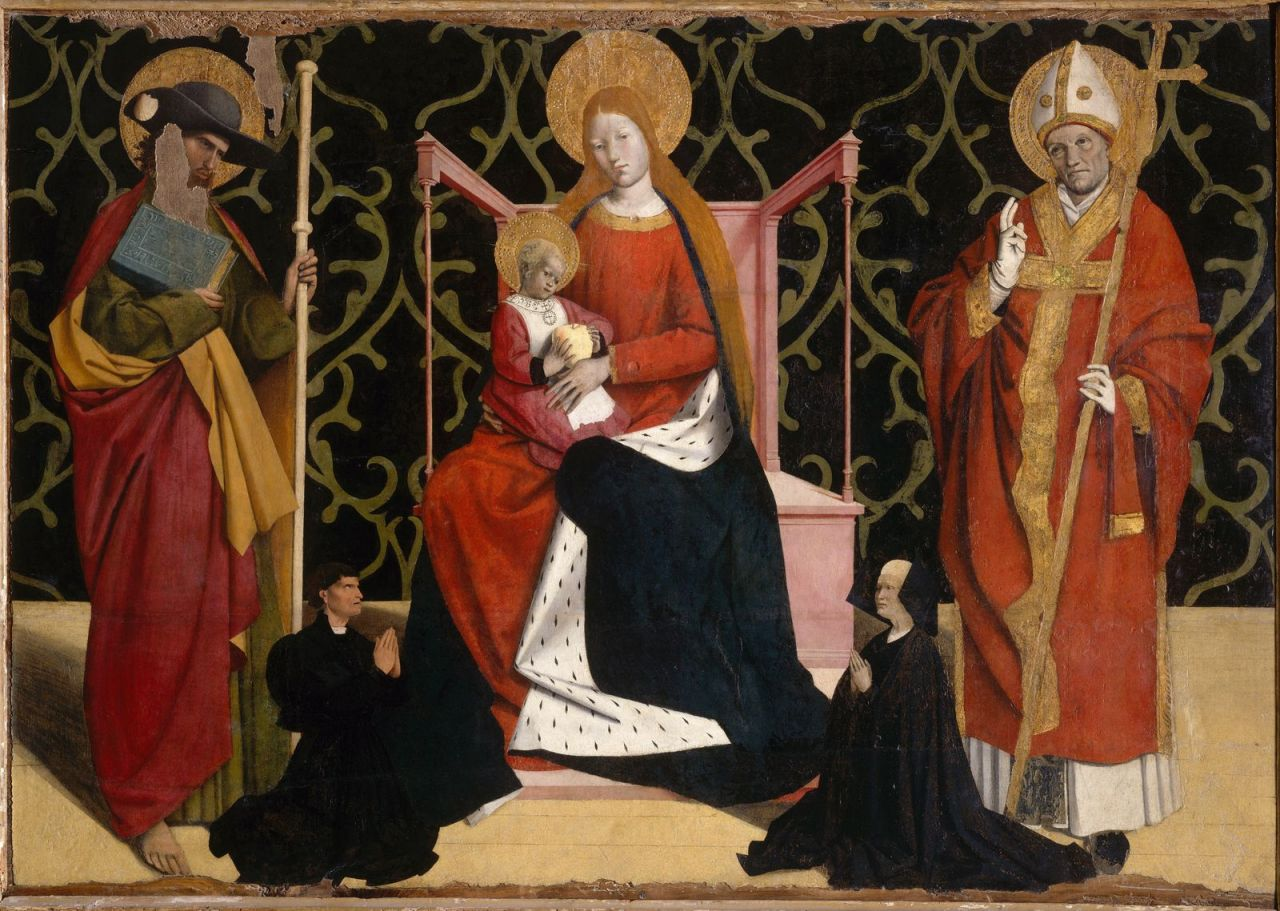
А. Картон. Мадонна с Младенцем в окружении святых и донаторов. 1445—1450. Пти-Пале, Авиньон

Этот алтарь, сохранившийся в неполном виде, не упоминается ни в одном из известных документов. Неизвестно и его истинное происхождение — гербы стёрлись, а вместе с ними пропала и надежда определить личность донаторов. Колорит, моделировка, сдержанные лики, впалые глаза, тип Мадонны, руки, тонкий штриховой мазок — всё это свидетельствует в пользу авторства Картона. Костюмы также соответствуют моде второй половины 1440-х годов. Трон Мадонны, удивительно архаичный, с небольшими колоннами и тонкой позолотой, восходит к франко-фламандской миниатюре начала XV века. Картина хранится в Авиньоне, в музее Пти-Пале.

## «Пьета» из Вильнёв-лез-Авиньон

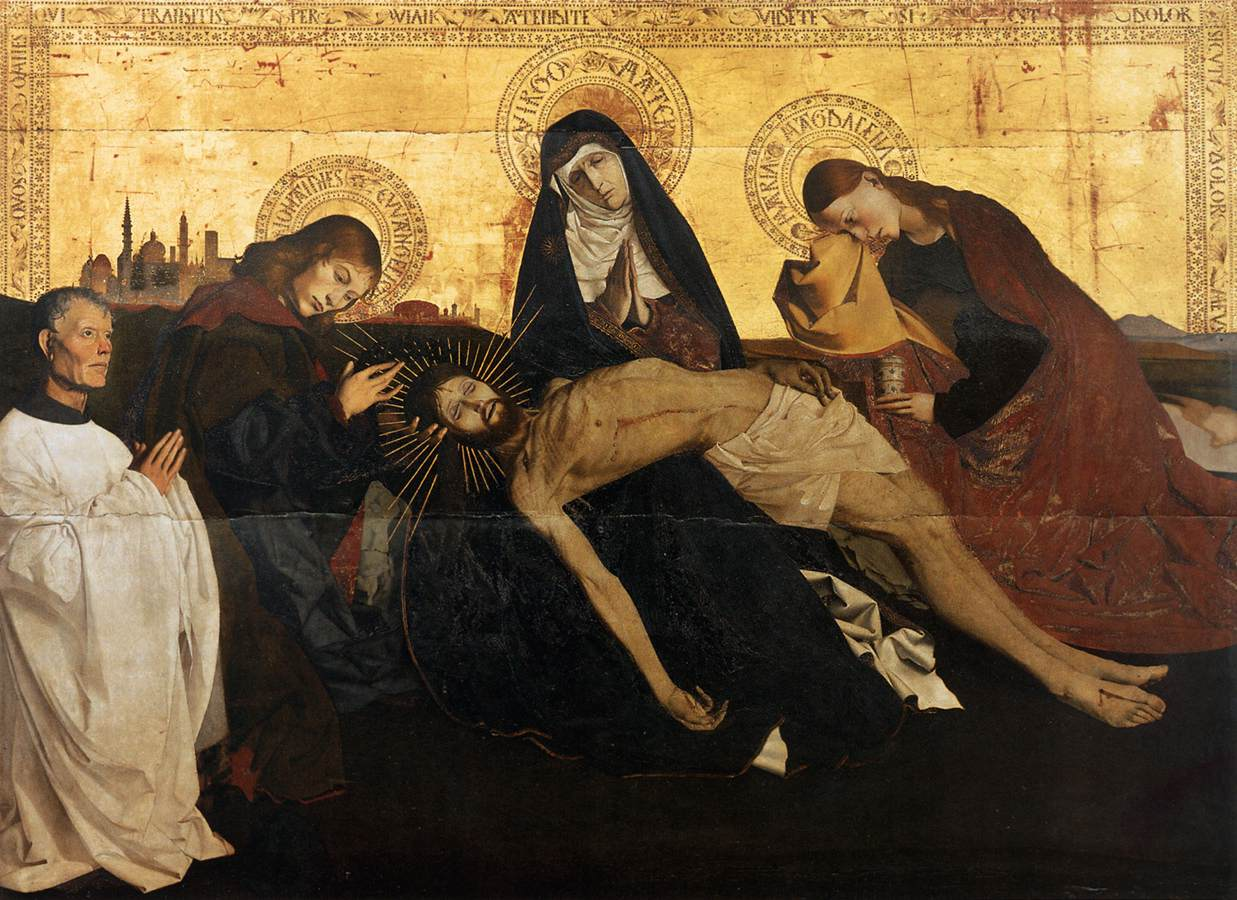
А. Картон. Пьета. 1456—1457. Городской музей, Вильнёв-лез-Авиньон

Особенности иконографии (Св. Иоанн, снимающий с Христа терновый венок) и композиция этой картины оказали влияние на «Пьету из Тараскона», написанную в 1456 или 1457 году (Париж, музей Клюни); таким образом можно с уверенностью считать, что она была создана раньше. По всей вероятности, произведение предназначалось для картезианского монастыря в Вильнёве, однако эта идея долгое время считалась спорной. Сравнение с подлинными произведениями Картона (композиция, тип Христа, характер морщин, форма глаз, рук, лба) свидетельствуют о его авторстве. Донатор поразительно похож на Монтаньяка, который дважды появляется в «Короновании Марии». Специалисты не без основания предполагают, что Монтаньяк, по возвращении из Святой земли, вновь обратился к своему проекту обетной картины, изложенному в завещании 1449 года. «Коронование Марии» предназначалось для алтаря и не заменило обетную картину (Монтаньяк изображён там в виде маленькой молящейся фигуры). Напротив, «Пьету» с видом Иерусалима и крупной фигурой донатора на первом плане можно считать новой версией проекта 1449 года, задуманной после паломничества. Подобно северным мастерам — Яну Ван Эйку, Роберу Кампену, и Рогиру Ван дер Вейдену — Картон изображает донатора не в виде маленькой фигурки, но в том же масштабе, что и святых персонажей. Композиция картины состоит из игры диагоналей вписанных полукруг. «Пьета», вероятно, была выполнена между 1454 и 1456 годами. Она ставит Картона в ряд самых значительных европейских художников XV века.

## Миниатюры

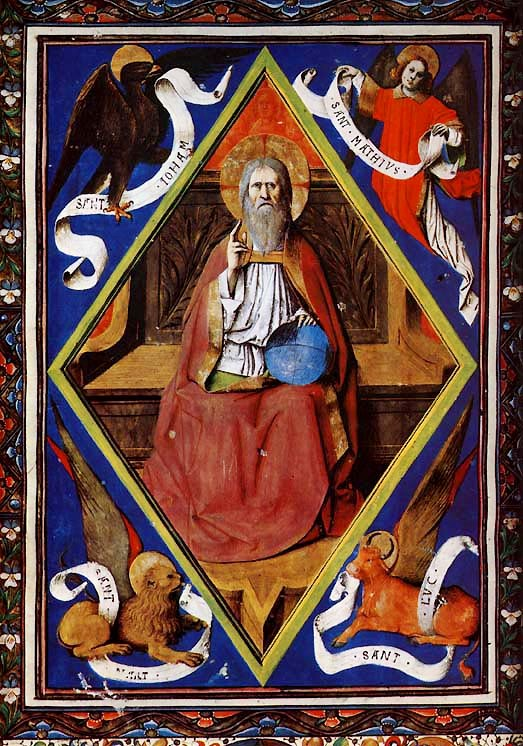
А. Картон. Миниатюра из «Молитвенника Жана де Мартена». 1466. Национальная библиотека, Париж

По мере изучения творчества Картона, в круг приписываемых ему произведений входит всё больше миниатюр из различных манускриптов. В наше время, исходя из стилевого анализа, ему приписывается иллюстрирование «Часослова» из Библиотеки Пирпонта Моргана, Нью-Йорк, над которым он, по всей вероятности, работал совместно с Бартелеми д’Эйком. Около 1444 года оба художника находились в городе Экс, поэтому предполагается, что миниатюры к часослову были созданы в это время. Далее, Ангеррану приписываются две большие миниатюры в известном «Часослове маршала Бусико» (1460-е годы), а также пять миниатюр в «Молитвеннике Жана де Мартена» (1465—1466, Национальная библиотека, Париж). Кроме этих работ сегодня Картону приписывают миниатюры ещё в двух часословах — из галереи Хантингтона (ок. 1450 года, Сан Марино, Калифорния), и в датируемом серединой XV века Часослове из Намюра (Библиотека семинарии, Намюр).